# 도카이 공업지역

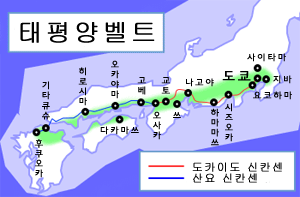
도카이 공업지대는 지도 우측의 '시즈오카' 일대에 있다.

도카이 공업지역(東海工業地域)은 일본 시즈오카현 임해부에 펼쳐진 공업 지역이다.
도카이도 병행하는 철도 · 도로와 중부 산악 지대에서 흘러내리는 하천을 배경으로 발전하였다. 동쪽 바닷가 지역은 공업 정비 특별 지역으로 지정되어 있었다. 이 지역은 기후가 온난하고 텐류, 오이, 후지 천 등이 있어 공업용수 및 전력이 풍부하다.